# 도 (온도)
온도의 도(度)는 온도의 몇 가지 척도에 사용된다. 기호 °가 일반적으로 사용되며 그 뒤에 단위의 첫 번째 문자가 붙는데, 이를테면 섭씨의 경우 “°C”가 오는 식이다.

## 온도 측정 단위
도 단위로 측정되는 공통 온도 측정 단위는 다음과 같다:
- 섭씨 (°C)
- 화씨 (°F)
- 란씨 (°R 또는 °Ra): 화씨 척도를 사용하며 0도 란씨가 절대 영도와 동일한 것으로 조정한다.

그 밖의 온도의 측정 단위는 다음과 같다:
- 덜릴씨 (°De)
- 뉴턴씨 (°N)
- 열씨 (°R)
- 뢰머씨 (°Rø)
- 웨지우드씨 (°W)

## 비교
- 물의 끓는점: 100.0 °C / 212.0 °F
- 얼음의 끓는점: 0.0 °C / 32.0 °F
- 보통 인간의 체온: 37.0 °C / 98.6 °F
- 실온: 20 - 25 °C / 68 - 77 °F[1]

## 같이 보기
- 온도의 단위 변환
- 도 기호
- 국제단위계